# La valle dell'eco tonante
La valle dell'eco tonante è un film del 1964 diretto da Tanio Boccia.

## Trama
Un territorio chiamato "Terra dei Pascoli Verdi" è desiderato moltissimo dalla perfida Farida, benché la terra appartenga al popolo dei Gamaly, guidato da Selina.
Non c'è tempo da perdere, i profeti chiamano Maciste in soccorso contro Farida, ma c'è qualcosa che entrambe le contee non sanno: la valle è dominata da creature chiamate "Uomini Eco" capaci di emettere suoni assordanti in grado di far crollare le case e far franare le montagne.